# Medicago tunetana
Medicago tunetana là một loài thực vật có hoa trong họ Đậu. Loài này được (Murb.) A.W.Hill miêu tả khoa học đầu tiên.